# Aharon Lichtenstein
Pour les articles homonymes, voir Lichtenstein.
Aharon Lichtenstein, né le 23 mai 1933 dans le 12e arrondissement de Paris, et mort le 20 avril 2015 , en Israël est un rabbin orthodoxe américain et israélien, considéré comme un maître du judaïsme orthodoxe moderne.

## Biographie

### Paris
Aharon Lichtenstein est né dans le 12e arrondissement de Paris le 23 mai 1933 (28 Iyar 5693). Il est le fils du rabbin Yechiel (Chiel) Lichtenstein, né en 1898 à Kowal, Pologne et mort en 1988 à Jérusalem, Israël, qui étudie à Marburg, en Allemagne, qui reçoit un Ph.D. (doctorat) de l'Université de Neuchâtel, et qui enseigne à Davos, en Suisse. Il est un des fondateurs de l'École Maïmonide (Boulogne-Billancourt)en 1935. Sa mère,Bluma Lichtenstein (née Schwartz), est née en 1902 à Telšiai, Lituanie et est morte en 1986 à Jérusalem, Israël.
Selon son fils Moshe Lichtenstein, Aharon Lichtenstein rêvait déjà durant son enfance en France d'enseigner la Torah en Israël.

### Maison d'enfants de Broût-Vernet
Le rabbin Yechiel Lichtenstein et son épouse Blima Lichtenstein font partie des éducateurs de la Maison d'enfants de Broût-Vernet où Aharon Lichtenstein fait partie des enfants réfugiés. L'institution située au château des Morelles à Broût-Vernet (Allier) est durant la Seconde Guerre mondiale une maison de l'Œuvre de secours aux enfants. Elle ouvre ses portes en janvier 1940. Elle accueille jusqu'à 98 enfants en même temps. La dispersion commence en août 1943. La Maison d'enfants de Broût-Vernet ferme officiellement le 10 février 1944.

### États-Unis
En 1940, la famille reçoit des visas pour les États-Unis du vice-consul américain à Marseille, Hiram Bingham IV.
Aharon Lichtenstein grandit aux États-Unis où sa famille s’était réfugiée dès 1941. Il étudie avec le rabbin Joseph B. Soloveitchik à l'université Yeshiva et reçoit son diplôme en 1959. Lichtenstein obtient un doctorat en littérature anglaise de l’université Harvard, sous la tutelle de Douglas Bush.

### Israël
À partir de 1971, Lichtenstein codirige la nouvelle yechiva Har Etzion, siituée à Alon Shvut, avec son fondateur le rabbin Yehuda Amital (en). Elle devient un important centre d'étude,.

## Vie privée
En 1960, Aharon Lichtenstein épouse la docteure Tovah Soloveitchik, fille du rabbin Joseph B. Soloveitchik. Le couple a six enfants.

## Prix et distinctions
Lichtenstein reçoit en 2014 le prix Israël pour ses études sur le Talmud et la philosophie juive.